# David Addy
David Nii Addy (Prampram, 21 de Fevereiro de 1990) é um futebolista ganês que atua no Delhi Dynamos.

## Clubes
Addy iniciou a sua carreira no S.C. Adelaide, onde atuou por dois anos e em 2004 se transferiu para o Inter Allies FC. Em 2005 assinou contrato de dois anos com o All Stars F.C da sua terra natal aonde ele cumpriu o contrato e atuou por dois anos. Em 2008 Transferiu-se para o Randers FC da Dinamarca, disputando o Campeonato Dinamarquês a partir de Julho de 2008. Addy já transferido para o Randers FC ganhou o prémio do melhor jovem jogador do ano de 2008 de Gana.

### Porto
No dia 1 de Fevereiro de 2010 já nos últimos minutos de mercado europeu, Addy já campeão no Sub-20 por Gana transferiu-se para o FC Porto, assinando um contrato de 3 temporadas e meia, tendo custado aos cofres do clube português a quantia de 800 mil euros.

### Académica
Em Julho de 2010 foi emprestado pelo FC Porto ao Acadêmica de Coimbra até o fim da temporada.

### Vitória de Guimarães
Após ser dispensado do FC Porto, Addy rumou ao Vitória Sport Club na época 2012/2013 como jogador livre.

#### Posição em campo
Addy prefere jogar de Lateral-Esquerdo, contudo ele também pode atuar de Meia Esquerda com tranquilidade pois é um jogador versátil e que ataca muito. É conhecido por ser um ótimo defensor, e ter uma força impressionante no chute.

## Seleção Ganesa
Foi chamado pela primeira vez para jogar pelos Estrelas Negras no dia 8 de Junho de 2008 contra o Lesoto. Seu segundo jogo ocorreu dia 2 de Novembro de 2008 contra Niger. David Addy foi recentemente chamado para jogar pela Seleção AA (sénior) de Gana, no qual jogou quase todo o amistoso, por 84 minutos contra a Seleção Sul-Africana

## Títulos

### Individual
- Melhor Defensor Jovem do Campeonato Ganês de Futebol: 2008

### Gana
- Mundial Sub-20: 2009
- Campeonato Juvenil Africano: 2009

### FC Porto
- Taça de Portugal: 2009-2010